# Mallota extrema
Mallota extrema är en tvåvingeart som först beskrevs av Friedrich Hermann Loew 1858.  Mallota extrema ingår i släktet hålblomflugor, och familjen blomflugor.
Artens utbredningsområde är Kongo. Inga underarter finns listade i Catalogue of Life.